# Кучуков, Магомет Шабазович
Магомет Шабазович Кучуков (19 октября 1919, село Верхняя Балкария, Терская область — 12 октября 2006, Нальчик) — советский и российский балкарский театральный актёр, народный артист РСФСР (1991).

## Биография
Магомет Шабазович Кучуков родился 19 октября 1919 года в селении Зылги (Верхняя Балкария). В 1935—1940 годах в составе первой балкарской студии учился на актёрском факультете Института театрального искусства имени Луначарского (курс профессора И. Я. Судакова).
В 1940 году вернулся из Москвы в Нальчик, где играл в Балкарском драматическом театре.
Проходил срочную военную службу в рядах Красной Армии в Прибалтике, когда началась война. Участвовал в Великой Отечественной войне: сражался на Северо-Западном фронте, под Старой Руссой и Рамушевым, участвовал в освобождении Украины, дважды форсировал Днепр, штурмом брал Черкассы, Корсунь-Шевченковский, Умань. Воевал в Белоруссии, освобождал Бобруйск, Слуцк. Участвовал в боях при разгроме немецкой Восточно-Прусской группировки и в последних битвах в Берлине и Праге. Долгое время был адъютантом командира 254-й стрелковой дивизии маршала СССР П. Ф. Батицкого. Был трижды ранен и контужен; демобилизован в звании капитана.
С 1948 по 1956 годы в связи с депортацией балкарского народа проживал в Ивановском районе Фрунзенской области Киргизской ССР. После возвращения из депортации на родину в 1957 году вернулся в театр.
Умер 12 октября 2006 года.

## Творчество
В театре сыграл более 90 ролей.

### Работы в театре
- «Ручеек, где напиваются овцы» по пьесе Лопе де Вега
- «Крепость Шамая»
- «Рассвет в горах»
- «Судьба Солтана»
- «Абрек»
- «Я верю, я жив»
- «На рассвете»
- «В ночь лунного затмения»
- «Коварство и любовь»

### Фильмография
- 1970 — Как стать мужчиной (киноальманах, новелла Буба)
- 1975 — Всадник с молнией в руке — Кукужин, селянин-единоличник
- 1976 — Песни над облаками — носильщик
- 1986 — Под знаком однорогой коровы — эпизод

## Награды и премии
- Орден Красной Звезды (3.9.1942)[3]
- Орден Красного Знамени
- Орден Отечественной войны 1-й и 2-й (2.2.1945)[4] степеней
- медали, в том числе:
  - «За взятие Кёнигсберга»
  - «За взятие Берлина»
  - «За победу над Германией»
- Благодарность Верховного Главнокомандующего.
- Народный артист Кабардино-Балкарской АССР
 .
- Лауреат Государственной премии КБР.
- Заслуженный артист РСФСР (31.08.1971).
- Народный артист РСФСР (22.04.1991).

## Комментарии
1. ↑  Селение Зылги (Зилги)[1] в 1920-е годы входило в состав села Нижняя Балкария[2].